# Операція «Фастіан»
Операція «Фастіан» — повітрянодесантна операція британських повітрянодесантних військ, яка проводилась з 13 по 16 липня 1943 року у південній частині острову Сицилія (Італія). Складова частина Сицилійської повітрянодесантної операції.

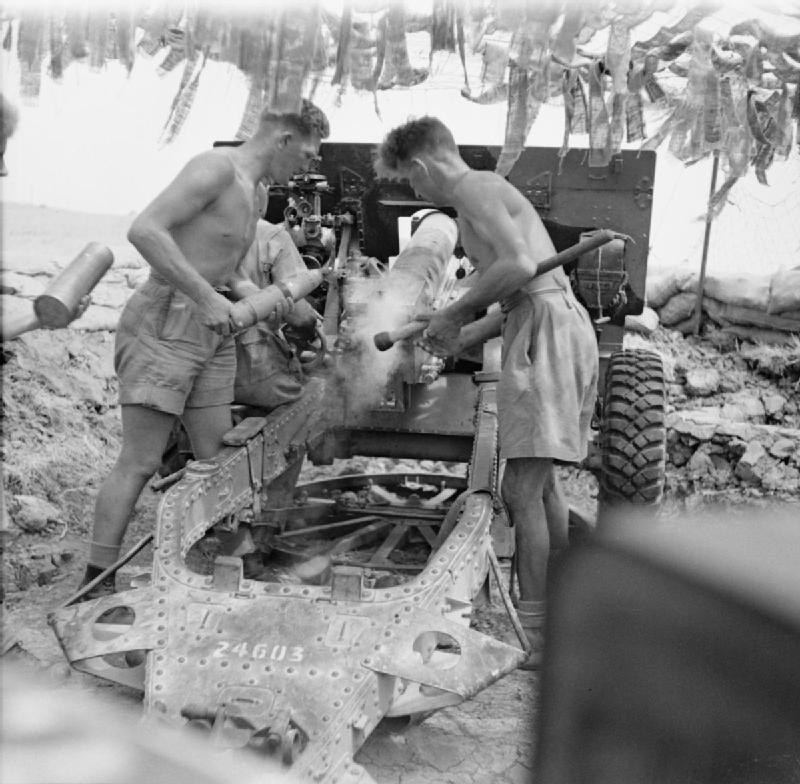
Британські артилеристи ведуть вогонь з гармати QF 25-pounder з позиції неподалік від мосту Примосоле. Липень 1943

О 19:30 12 липня 1943 року 105 перших транспортних літаків С-47 «Скайтрейн» з причепленими планерами з 1 856 десантниками 1-ї британської парашутної бригади під проводом її командира Дж. Латбері злетіли з аеродромів у Північній Африці. Для доставляння вантажів, боєприпасів та майна на поле бою використовувались 11 транспортних літаків «Альбермарл». Другою хвилею злетіли 12 «Альбермарл» та 7 «Галіфакс», що тягнули 11 планерів «Горса» й 8 «Вако». На борту цих літальних апаратів було 77 осіб, переважно особовий склад протитанкової батареї з 10 57-мм протитанковими гарматами QF 6-pounder 7 cwt й 18 джипів «Вілліс».
Головною метою висадки планерами десанту було захоплення мосту Примосоле через річку Сімето, що на півдні Сицилії, який з'єднував Катанію та Сиракузи. За задумом командування британські парашутисти мали висадитись по обидві сторони мосту, з ходу захопити його й утримувати до підходу головних сил британського XIII корпусу генерала М. Демпсі. Цей корпус висадився трьома днями раніше на південному узбережжі італійського острову й стрімко долаючи спротив італійських військ просувався на Катанію. Прорив британських військ на оперативний простір значно сприяв замислу англо-американського керівництва щодо розгрому противника на Сицилії.

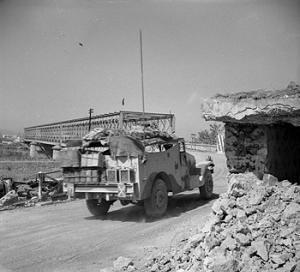
Міст Примосоле після захоплення. Липень 1943

Багато транспортних літаків з десантом було збито в небі, або пошкоджено, в тому числі через «дружній вогонь», тому повернули назад. При посадці планерів підрозділи були розсіяні на великій площі, лише приблизно дві роти висадились у визначеному районі. Попри організованій німецько-італійськими військами обороні мосту, той був хутко захоплений британцями, які негайно влаштували кругову оборону навколо споруди, відбиваючи спроби ворога знову захопити міст Примосоле.
Тим часом піхотні підрозділи 50-ї Нортумбрійської дивізії генерал-майора С.Кіркмана зупинились ближче до ночі на відстані лише 1,5 км від мосту. Позбавлені можливості поповнювати боєприпаси, зазнавши значних втрат у живій силі, десантні підрозділи бригадира Дж. Латбері вимушено відступили від мосту, поступившись німецьким десантникам 1-ї парашутної дивізії генерал-лейтенанта Р. Гайдріха.
Зранку 15 липня 1943 року британці, об'єднавши зусилля зведеного десантного підрозділу та 9-го піхотного батальйону за підтримки танків, що підійшли до району бою, вжили спробу контратакувати та відбити міст у німецько-італійської групи. Англійські війська декілька разів спробували захопити важливий міст Примосоле, одного разу декілька танків M4 «Шерман» навіть прорвалися на північний берег річки Сімето, але були підбиті німецькими 88-мм зенітними гарматами.
Тільки після трьох днів боїв, отримавши артилерійську підтримку та посилення, британці змогли захопити міст і зачепитись за протилежний берег річки, утворивши міцний плацдарм. Однак, захоплення важливого транспортного об'єкту значною мірою не сприяло подальшому успіху британських військ, до того часу німці провели низку маневрів і встигли організувати добру лінію оборони на підступах до Катанії. Тільки на початку серпня 8-ма армія генерала Б.Монтгомері увійшла до Катанії. Але до того часу, 1-ша бригада британських десантників була вже виведена з бою та передислокована на Мальту.

## Історія

### Передумови
У травні 1943 року, після успішного розгрому військ країн Осі у Північній Африці, армія союзників зосередилась на території Тунісу. Логічним продовженням військової кампанії в Середземномор'ї мало стати подальше просування англо-американських військ на територію континентальної Європи. Але регіонів, де союзні армії мали вторгнутись, було багато: південь Франції, Балкани, середземноморські острови (Корсика, Сардинія, Сицилія) або Італія. Врешті-решт після довгих спорів s роздумів Верховне командування союзників на Середземномор'ї ухвалило рішення першою ціллю обрати італійський острів Сицилія, як найближчий та найзручніший для проведення першої кампанії. У відповідності до плану операції «Хаскі» вторгнення планувалось розпочати 10 липня 1943 року.

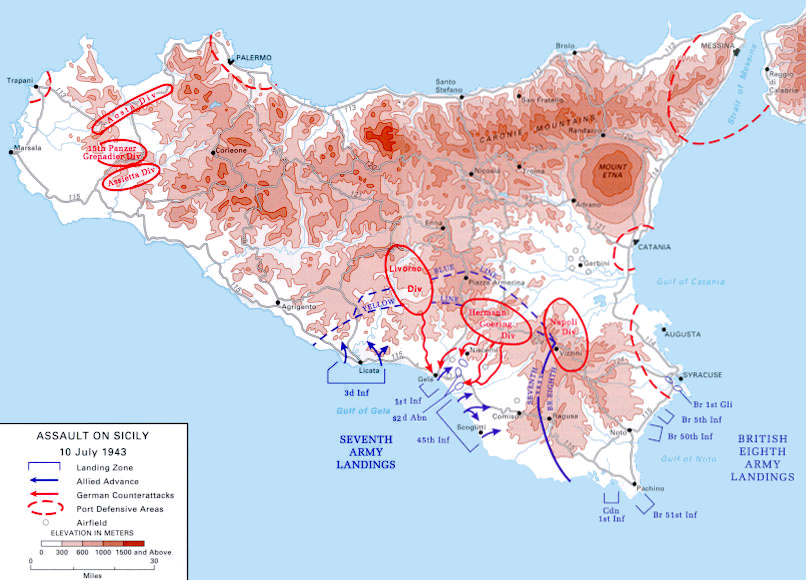
Карта висадки морського та повітряного десанту на Сицилію. 1943

Для виконання завдань морської десантної операції союзники сформували 15-ту групу армій, яку очолив британський генерал сер Г. Александер. 15-та група армій складалась з американської 7-ї армії генерал-лейтенанта Дж. Паттона, яка мала висаджуватись на південно-західному узбережжі острову між Лікатою та Скоджлітті, та британської 8-ї армії генерала Б. Монтгомері, котра мала завдання висадитись на південно-східній околиці острову між Портопало-ді-Капо-Пассеро та Сиракузою.
Для посилення морського десанту керівництво вирішило висадити повітряний десант у глибині обох плацдармів. В американському секторі висадки для підтримки 7-ї армії десантувалась парашутним способом частина сил 82-ї повітрянодесантної дивізії генерал-майора М. Ріджвея, у той час, як у британській зоні відповідальності десантувалась посадочним способом одна бригада 1-ї повітрянодесантної дивізії генерал-майора Дж. Гопкінсона.

### Перший десант

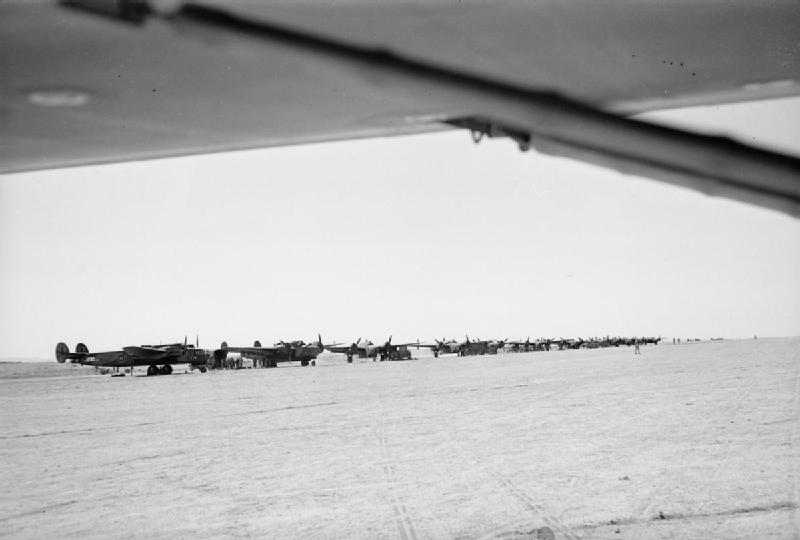
Зосередження транспортних літаків «Альбермарл» на аеродромі в Тунісі напередодні висадки повітряного десанту. Липень 1943

У ніч з 9 на 10 липня 1943 року британський десант розпочав перший етап повітрянодесантної операції на Сицилію. Основне угруповання десанту висаджувалось за планом операції «Ледброук», головною метою якої було опанування стратегічно важливого мосту Понте-Гранде через річку Анапо, південніше Сиракузи. Британський десант мав з ходу опанувати міст та передмостові споруди та підступи до них і стійко утримувати їх до прориву з морського узбережжя підрозділів 5-ї піхотної дивізії, яка висаджувалась на плацдарм біля селища Кассіблі на відстані 11 км південніше. Захоплене місто в подальшому повинно було стати плацдармом для повномасштабного вторгнення на Сицилію.
1-ша британська планерно-десантна бригада під командуванням бригадира Філіпа Гікса здійснювала зліт з аеродромів у Тунісі. Для перекидання 2075 десантників залучалось 136 десантних Waco CG-4 і 8 транспортних планерів «Хорса».
Першими вночі парашутним способом висадились патфайндери 21-ї окремої парашутної роти, в обов'язки яких входило встановлення визначених позначок на майданчики приземлення головних сил повітряного десанту. Угруповання основних сил з 69 планерів відчепили від літаків занадто рано і вони затонули на шляху до острова, загинуло 252 британських парашутисти. Серед тих, хто впали в море, був командир 1-ї повітрянодесантної дивізії генерал-майор Дж. Гопкінсон, який декілька годин тримався на воді на уламках планера, доки не був підібраний у відкритому морі великим десантним судном «Керен»

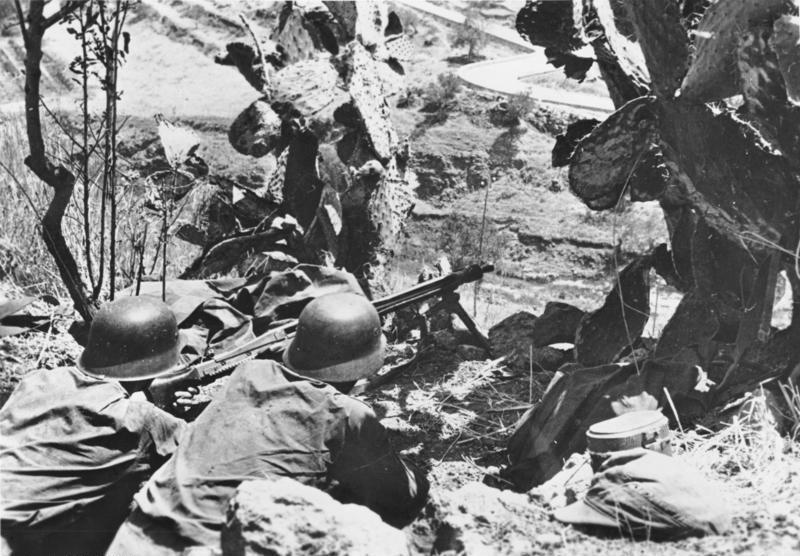
Німецькі кулеметники на вогневій позиції у засідці. Липень 1943

Через проблеми з висадкою 1-ї британської планерно-десантної бригади біля мосту Понте-Гранде через річку Анапо, друга частина десантної операції — операція «Глаттон» — десантування 2-ї парашутної бригади бригадира Е.Дауна для захоплення мосту поблизу Аугусти була скасована.
Третя частина десантної операції — операція «Фастіан» — планувалось провести силами 1-ї британської парашутної бригади під командуванням бригадира Дж. Латбері в ніч з 13 на 14 липня. Головною метою висадки цього десанту було захоплення мосту Примосоле через річку Сімето, що на півдні Сицилії. Міст, який з'єднував Катанію та Сиракузи, грав стратегічну роль у планах генерала Б.Монтгомері. За задумом командування британські парашутисти мали висадитись по обидві сторони мосту, з ходу захопити його й утримувати до підходу головних сил британського XIII корпусу генерала М. Демпсі. Цей корпус висадився трьома днями раніше на південному узбережжі італійського острову й стрімко долаючи спротив італійських військ просувався на Катанію. Вихід британських військ на оперативний простір на цьому напрямку значно сприяв замислу англо-американського керівництва стосовно розгрому противника на Сицилії.
Одночасно з проведення операції «Фастіан» британці висаджували з моря на відстані 13 км південніше району десантування своїх військ 3-й загін командос, який мав завдання захопити ще один важливий міст Малаті через річку Сан-Леонардо.

### Склад сторін

#### Британські війська
1-ша парашутна бригада 1-ї повітрянодесантної дивізії бригадира Дж. Латбері мала у своєму складі 1-й, 2-й та 3-й парашутні батальйони, 16-у парашутну медчастину, 1-й парашутний загін Королівських інженерів, 1-шу протитанкову батарею Королівської артилерії. Найважчою зброєю бригади були 57-мм протитанкові гармати QF 6-pounder 7 cwt. Попри тому, що особовий склад мав десантуватись лише парашутним способом, висадка техніки та озброєння здійснювались виключно посадочним способом за допомогою планерів.
Десантники 1-ї парашутної бригади вже мали бойовий досвід, брали участь у десантуванні в Північній Африці під час вторгнення до Алжиру в листопаді 1942 року й в подальших боях у Тунісі. В ході цих боїв кожен з батальйонів десантувався парашутами в тил противника.
За задумом операції парашутисти бригади мали приземлитися на чотири майданчики приземлення, водночас планери сідали на дві окремі зони висадки. Головне завдання із захоплення мосту виконували десантники 1-го парашутного батальйону, які приземлялись двома групами поруч зі спорудою. 2-й батальйон десантувався південніше мосту Примосоле поблизу каналу річки Горналунга й опанував важливі підходи до району висадки 1-го батальйону, а також висоти, що панували над місцевістю. В подальшому він мав стримувати спроби італійців контратакувати з південного боку. 3-й парашутний батальйон висаджувався 1 км північніше мосту Примосоле через річку Сімето та мав завдання відбивати контратаки противника, що може підійти зі сторони Катанії. Напередодні початку десантування парашутним способом висаджувались патфайндери 21-ї окремої парашутної роти, які повинні були встановити спеціальні світлові позначки та радіомаячки на майданчики приземлення для наведення головних сил повітряного десанту.

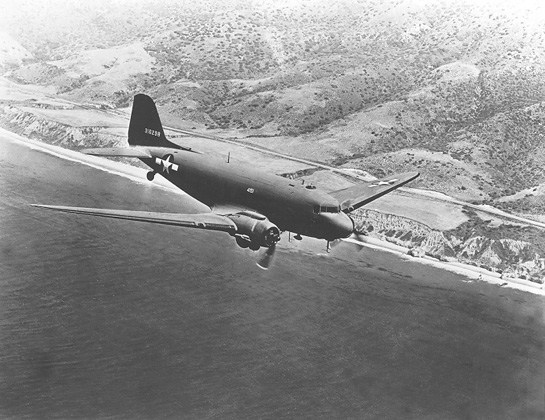
Військово-транспортний літак «Дакота»

З суходолу на підтримку повітряного десанту 1-ї парашутної бригади та британських командос 3-го загону наступали передові підрозділи британського XIII корпусу генерал-лейтенанта М.Демпсі. Корпус мав у своєму складі 5-ту та 50-ту піхотні дивізії й 4-ту бронетанкову бригаду, озброєну американськими M4 «Шерман».
Зранку 13 липня 1943 року командир 50-ї Нортумбрійської дивізії генерал-майор С.Кіркман отримав від командувача 8-ї армії генерала Б.Монтгомері прямий наказ якомога швидше прорватись до районів дії десантників і командос та взяти мости неушкодженими. На час проведення операції командувач підпорядкував 4-ту бронетанкову бригаду з метою посилення піхотної дивізії та наказав прорватись на відстань 40 км до району боїв за 24 години. На той час 50-та піхотна дивізія з моменту висадки на сицилійський берег практично безперервно вела бої вже протягом трьох діб. Враховуючи те, що середня температура вдень сягала 38 °C, більшість воїнів дивізії були вже виснажені бойовими діями. Разом з цим, 8-ма армія була доволі обмежена у транспортних засобах, тому усі пересування піхоти здійснювались у пішому порядку.

#### Сили країн Осі
Основу охорони мосту Примосоле складали підрозділи італійської 213-ї дивізії берегової оборони генерала Карло Готті. Особовий склад у таких формуваннях був, як правило, 40-50-річні чоловіки, які в основному виконували другорядні функції й мали слабкі навички в мистецтві ведення бою. Переважно вони комплектувались з місцевого призовного контингенту, а офіцери були відставниками чи звільненими за станом здоров'я від служби в регулярних частинах. Моральний дух також був доволі низьким у ротах та взводах дивізії.
Через загрозу висадки союзників на Сицилію, німецьке командування віддало наказ на передислокацію частини своїх військ з інших напрямків та регіонів. Так, італійські формування були посилені німецькими десантниками 1-ї парашутної дивізії генерал-лейтенанта Р.Гайдріха, яку перекинули з Франції.
13 липня до Катанії прибув 1-й кулеметний батальйон німецьких парашутистів майора Вернера Шмідта. Однак, у наслідок авіаційного нальоту союзної авіації техніка, літаки та протитанкові засоби батальйону були знищені й вони лишились тільки зі штатною стрілецькою зброєю без транспортних засобів. Погодивши свої плани з командуванням дивізії майор В. Шмідт здійснив зі своїми десантниками піший марш та окопався 1,8 км південніше мосту Примосоле, в готовності до відбиття повітряного або планерного десанту.

### Десант
О 19:30 12 липня 1943 року 105 перших транспортних літаків С-47 «Скайтрейн» з 1 856 десантниками 1-ї парашутної бригади під проводом її командира Дж. Латбері злетіли з аеродромів у Північній Африці. Для доставляння вантажів, боєприпасів та майна на поле бою для першої хвилі десанту летіли 11 транспортних літаків «Альбермарл». Услід за парашутним десантом летіли 12 літаків «Альбермарл» та 7 «Галіфакс», що тягнули 11 планерів «Горса» й 8 «Вако». На борту цих літальних апаратів було 77 осіб, переважно особовий склад протитанкової батареї з 10 57-мм протитанковими гарматами QF 6-pounder й 18 джипів «Вілліс».

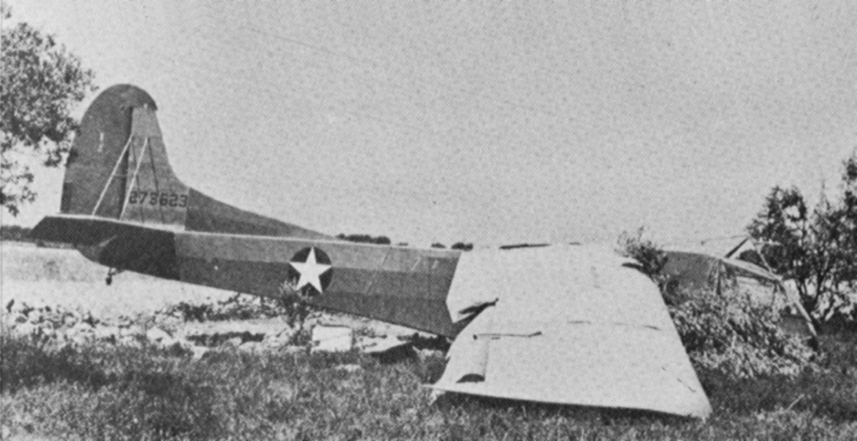
Уламки планера CG-4 «Вако» на землі Сицилії. Липень 1943

Під час прольоту морем до східного берегу Сицилії, маршрут пролягав осторонь від союзного флоту, щоб в черговий раз запобігти «дружнього вогню». Однак на польоті 33 літаки «Дакота» трохи збились з курсу і зенітна обслуга англо-американських кораблів відкрила по них вогонь. Два літаки, намагаючись відхилитись від зенітного вогню, зіткнулись у повітрі та повалились у воду. Ще два транспортники були збиті своїми зенітками, а 9 дістали важких пошкоджень, мали поранених на борту, тому розгорнулись і попрямували на свої аеродроми зльоту.
Ті літаки, що дістались сицилійського узбережжя підпали під вогонь тепер вже ворожої зенітної артилерії, втративши 37 з них. Ще 10 літаків були пошкоджені вогнем і не змогли десантувати парашутистів з борту. Дехто з пілотів, побоюючись ураження, відмовився летіти далі; дійшло до ситуацій, коли британські офіцери погрожували екіпажам «Дакот» зброєю, намагаючись дістатись визначеної зони висадки. Деякі десантники не змогли вистрибнути з борту літаків і повернулись назад. Чотири літаки здійснили висадку над вулканом Етна на відстані 32 км від визначених майданчиків десантування.
З усього авіаційного угруповання, що злетіло з Африки, тільки 39 спромоглись викинути десант більш-менш у визначених зонах. Результатом протидії противника, неузгодженості дій видів та поганим діям транспортної авіації стало те, що десант почав десантування і відповідно розсіявся на великій площі.
Частина десантників 1-ї парашутної бригади при викиданні з літаків виявилась у зоні ураження кулеметів 1-го кулеметного батальйону майора Вернера Шмідта. Однак, спочатку німці вважали, що це німецькі парашутисти з паралельних підрозділів їхньої 1-ї дивізії, проте швидко з'ясували свою помилку та відкрили вогонь на ураження. Близько 100 британських десантників опинились у полоні не встигнувши навіть вступити в бій. Разом з цим, навдивовижу приблизно 50 британських парашутистів 1-го батальйону негайно після приземлення не стали гаяти час і з ходу атакували міст. Італійська охорона не встигла нічого зробити та втекла з постів, не висадивши в повітря цей об'єкт. Багато хто з італійських солдатів був взятий у полон англійцями, котрі щойно прибігли до місця бою. Бригадир Дж. Латбері хутко влаштував розмінування зарядів і організував кругову оборону навколо мосту Примосоле. Поступово сили британців наростали, десантники дрібними групами проривались до визначеного об'єкту.
Тим часом, планерна група, що йшла вслід за парашутним десантом, вирушила в зону висадки. Однак із самого початку їх переслідувала невдача. Ще на зльоті два літаки, які тягнули планери CG-4 «Вако» розбились; потім на маршруті польоту один з планерів передчасно відчепився та впав у море. У небі над Сицилією ворожа обслуга батарей ППО збила ще чотири планери. Через дві години після приземлення парашутистів до району висадки прибули планери з підкріпленням. Серед вцілілих «Вако» тільки чотири змогли сісти у визначені зони, решта або приземлилась в інших місцях, або була обстріляна кулеметниками вермахту та зазнала втрат. Однак, цей рейс доставив на поле битви три протитанкові гармати й невеликий резерв сил. Наразі угруповання британських парашутистів поблизу мосту Примосоле налічувало вже 295 вояків, але з важкої зброї в них були лише ці 3 протитанкові гармати, три міномети ML 3 inch і один кулемет «Віккерс».

### Утримання мосту
За станом на 04:30 14 липня неповний 1-й парашутний батальйон утримував повний контроль над мостом Примосоле, водночас південніше них окопались німецькі десантники кулеметного батальйону, а за ними частина 2-го англійського парашутного батальйону опанувала висоти, де також перейшла до оборони. На світанку німці спробували перший раз атакувати цей батальйон підполковника Джона Фроста, але марно. Наступна спроба вдалась і німці захопили один з пагорбів Джонні II, а негайна контратака Д.Фроста провалилась. Англійці, зазнавши втрат, відступили. Тоді комбат вийшов на зв'язок з крейсером підтримки «Ньюфаундленд» і запросив вогню корабельної артилерії корабля по німецьких позиціях. У ході бою, 2-й батальйон відступив також з ще однієї висоти Джонні I й зосередився на останньої — Джонні III.
Тим часом з північного напрямку, німці зосередили зведений загін порядку 350 осіб під командуванням гауптмана Ф.Штрангенберга, який був готовий атакувати противника з 14:00. Перша атака німців була відбита британськими парашутистами, а ось друга, коли німецькі десантники підтягнули до місця бою три 88-мм зенітні гармати, була успішнішою; вони змогли місцями вибити англійців з їхніх позицій. За станом на 17 годин без підкріплення, лишившись запасів боєприпасів, підрозділи 1-го батальйону змушені були відступити на південний край мосту, покинувши свої окопи на протилежному березі. Бій продовжував точитись, серед 295 десантників, що розпочали бій, 115 були або вбиті або поранені; підрозділам бригадира Дж. Латбері було все складніше відбивати атаки ворога, тому командир вирішив відступити від мосту.
Важкопоранені та такі, що не могли самостійно пересуватись, були залишені комбригом на місцях, де були розгорнуті перев'язувальні пункти й працювали польові доктори. Коли італійці наблизились до цих пунктів зосередження поранених вони оголосили усіх військовополоненими, але побачивши, що британські медики лікують та оперують і німецьких та італійських поранених, вони дозволили персоналу залишатись на місці. Протягом дня британські хірурги виконали 21 операцію та слідкували за 62 британськими й 29 італійськими та німецькими пацієнтами.
Просування передових підрозділів 50-ї піхотної дивізії проходило дуже повільно, до світанку вони прорвались тільки на 16 км і були ще на відстані 13 км від району бою 3-го загону командос біля мосту Мелаті та у 24 км від мосту Примосоле, де продовжувався бій англійських десантників. Тільки близько 17 годин частка 5-го батальйону 69-ї піхотної бригади вийшла до мосту Мелаті, від якого британські командос вже були змушені відступити. З ходу опанувавши міст командос у взаємодії з піхотою його швидко розмінували та продовжили своє просування на північ до зони висадки десанту.
50-та Нортубрійська дивізія зав'язла з боями у місті Карлентіні, що було на півшляху до району бою десантників, а 6-й батальйон зміг вийти, долаючи спротив ворожих снайперів та кулеметників, що були розосереджені поздовж дороги, практично до висоти Джонні II. Але, вичерпавши свій наступальний потенціал, підрозділ зупинився й встав на ніч на відпочинок.

### Повторний штурм мосту
Відбивши міст у британців, сили Осі негайно вжили заходів щодо посилення своїх позицій біля річки Сімето. Вночі командування 1-ї парашутної дивізії організувало десантування парашутним способом підкріплення і доставляння боєприпасів та озброєння для солдатів 1-го кулеметного батальйону і зведеного загону гауптмана Ф.Штрангенберга. До мосту також підійшли підрозділи італійського 372-ї батальйону берегової оборони та штурмовий батальйон «Ардіті». Німецько-італійські війська негайно влаштували цілонічну фортифікаційну підготовку опорного пункту поблизу мосту. Основні зусилля зосереджувались на північному березі, частково на південному краю мосту.
Зранку 15 липня підрозділи 1-ї парашутної бригади Дж. Латбері з'єднались з танковими й піхотними підрозділами XIII корпусу генерал-лейтенанта М.Демпсі, що зупинились вночі неподалік. Об'єднавши зусилля, британці розпочали чергову спробу опанувати міст Примосоле, цього разу за підтримки танків, що підійшли до району бою. Англійські війська декілька разів спробували захопити важливий міст, одного разу декілька танків M4 «Шерман» навіть прорвалися на північний берег річки Сімето, але були підбиті німецькими 88-мм зенітними гарматами й, лишившись танкової підтримки, піхота відійшла. Водночас, через помилку в управлінні німці випадково відвели свої сили на північний берег, чим негайно скористались британці.
Німці, знаючи про те, що міст розмінований, спробували підірвати споруду шляхом направляння на міст завантажених вибухівкою вантажівок, але невдало.
Втім, англійські сили неспинно продовжували атакувати противника на їхніх позиціях, які німці з італійцями відбивали. Одночасно, дві роти 8-го батальйону пройшли через брід на річці Сімето, який знайшли розвідники, та утворили плацдарм на північному березі водної перешкоди. Бої тривали цілий день, і ближче до вечору британці змогли опанувати важливий міст, коли в італійців з німцями вже не лишилось майже сил чинити опір.
О 07:00 16 липня 1943 року, вже після того, як охорона мосту була посилена свіжими піхотними формуваннями 8-ї армії, десантники 1-ї парашутної бригади бригадира Дж. Латбері були відвезені транспортом до Сиракуз, де їх пересадили на десантні судна типу LST. Витерпівши двогодинний авіаналіт Люфтваффе, десантники нарешті вийшли в море і о 12:00 17 липня прибули в порт Валлетти.
У результаті проведення операції «Фастіан» британські десантники зазнали втрату 141 воїна загиблим, 168 — зникли безвісти або були поранені в бою.

### Наслідки
Захоплення мосту Примосоле не дало того результату, на який розраховував генерал Б.Монтгомері. Результатом боїв стало повне виснаження 50-ї піхотної дивізії, котра закріпилась поблизу мосту, а 5-та піхотна генерала Гораціо Макінтоша Берні-Фікліна спробувала продовжити наступ, але через серію контратак німецьких військ також перейшла до оборони. В результаті бої точились ще три тижні, доки британська армія не змогла прорвати оборону німецько-італійських військ та тільки 5 серпня захопити Катанію.
За результатами проведення першої повітрянодесантної операції такого масштабу британська армія та Королівські повітряні сили зробили певні висновки для себе. По-перше, авіаційні екіпажі тренували для різних способів висадки: як парашутним, так і посадочним методом. Окремо була організована підготовка патфайндерів, які мали достатньо часу для підготовки майданчиків приземлення до десантування головних сил. Планування застосування десантних військ на майбутнє здійснювалось тільки у масштабах бригади, без роздрібнювання на окремі батальйонні зони, як це було на Сицилії. Для планерів зони посадки стали планувати більші за розміром для достатнього маневру. Наслідки «дружнього вогню» були переоцінені, обслуги підрозділів ППО бойових кораблів пройшли додаткову підготовку з метою пізнавання союзних літаків, а також усі літальні апарати були пофарбовані трьома смужками білого кольору на крилах для їхнього впізнання.